# Das Auge des Buddha (1913)
Das Auge des Buddha ist ein deutsches Stummfilmdrama aus dem Jahre 1913.

## Handlung

### Erster Akt
Dr. Hans Brückner kehrt von einer abenteuerlichen Indienreise zurück und hat im Gepäck etwas sehr Wertvolles dabei: Das Auge des Buddha. Dabei handelt es sich um einen Edelstein, den ihm ein im Sterben liegender Hindu schenkte, da sich Hans um ihn vorbildlich kümmerte. Der Legende zufolge solle der Stein seinem Besitzer stets Segen und Glück bringen, solange dieser sich nicht freiwillig von ihm trenne. Brückners Freund Paul Friedberg gibt dem Heimkehrer zu Ehren eine Soirée. Er bittet ihn, den Stein mitzubringen, da all seine Gäste schon sehr neugierig auf diesen seien. Hans plagen derweil andere Sorgen; er ist mit über 10.000 Mark verschuldet, und sein Bankier Rosenstein mahnt, dass die fälligen, von ihm und seiner Schwester unterschriebenen Wechsel jetzt eingelöst werden müssten. Oder er müsse eben etwas Gleichwertiges einlösen. Derweil haben die Schauspielerin Lillian May und ihr Bruder, die unlängst Hans durch Paul Friedberg vorgestellt worden waren, einen Plan ausgeheckt, Hans den kostbaren Edelstein abzuluchsen. Lillian versucht, ziemlich erfolgreich, Hans in sich verliebt zu machen und bittet um nichts geringeres, als das Auge des Buddha als Brautgeschenk. Brückner lehnt ab und erinnert Lillian daran, dass dieser Stein nur so lange Glück bringe, wie man sich nicht freiwillig von ihm trenne.

### Zweiter Akt
Vierzehn Tage später. Brückner hat sich schließlich mit der Schlange Lillian May verlobt. In einer Zeitung wird vermeldet: Im Hause des Wissenschaftlers kam es zu einer schweren Explosion, bei der Brückner schwer verletzt wurde. Außerdem ist seitdem  der Diamant verschwunden. Lillian verliert automatisch ihr Interesse an Hans, löst die Verlobung und will sich absetzen. Zuvor sucht sie eine weibliche Person, die sich für den im Fieberwahn befindlichen Verlobten Hans als Lillian ausgibt. Dem Patienten geht es derweil immer schlechter, dann wird auch noch seine Mutter schwer krank. Erst spät erkennt Hans, dass er sich mit der falschen Frau verlobt hatte und denkt wieder an seine alte Liebe Mary, mit der er vor seinem Indientrip zusammen gewesen war. Hilfesuchend und flehend schreibt Brückner ihr und bittet für seinen schmählichen Verrat um Verzeihung. Sie scheint sich erweichen zu lassen, und so bringt das Auge des Buddha doch noch etwas Glück in sein Leben.

## Produktionsnotizen
Das Auge des Buddha wurde zum Jahreswechsel 1912/13 im Continental-Film-Atelier in der Berliner Chausseestraße 123 gedreht. Der Zweiakter mit einer Originallänge von 785 Metern passierte die Zensur im Februar 1913 und erlebte seine Uraufführung am 12. April 1913.
Bei L. A. Winkel handelte es sich um einen dänischen Regisseur. Dasselbe Team drehte im Anschluss daran die Fortsetzung Der Schatz im Brahmanentempel. 1922 wurden beide indische Sensationsstoffe zu einem Film zusammengeschnitten und nachzensiert.